# Шлукнов
Шлукнов (чеш. Šluknov), бывш. Шлукенау (нем. Schluckenau) — самый северный город Чешской республики, недалеко от границы с Германией.
Город был основан в 14 веке на месте старого славянского поселения Сланкнов.
В 1710 и 1830 годах город пострадал от двух больших пожаров. В 1813 во время Наполеоновских войн через город проходила армия численностью в 200 тысяч человек. Случились массовые ограбления населения.
В первой чешской республике город был центром Судето-немецкой партии Конрада Генлейна. В 1930 в Шлукнове жило 5578 человек, в большинстве немцы. После оккупации вермахтом оставшаяся в городе малочисленная чешская часть населения была выгнана в центральные районы Чехии.
На основе Декретов Бенеша та часть немецкого населения, которое не протестовало против оккупации Чехословакии Германией, в 1945 году была лишена собственности и изгнана из страны.
Тогда только немногие чехи согласились поселиться в этом отдалённом северочешском городке. Сегодня регион города считается проблемным. Численность населения составляет только 1/7 часть довоенного. Пятая часть населения — цыгане, среди которых распространена безработица.

## Население

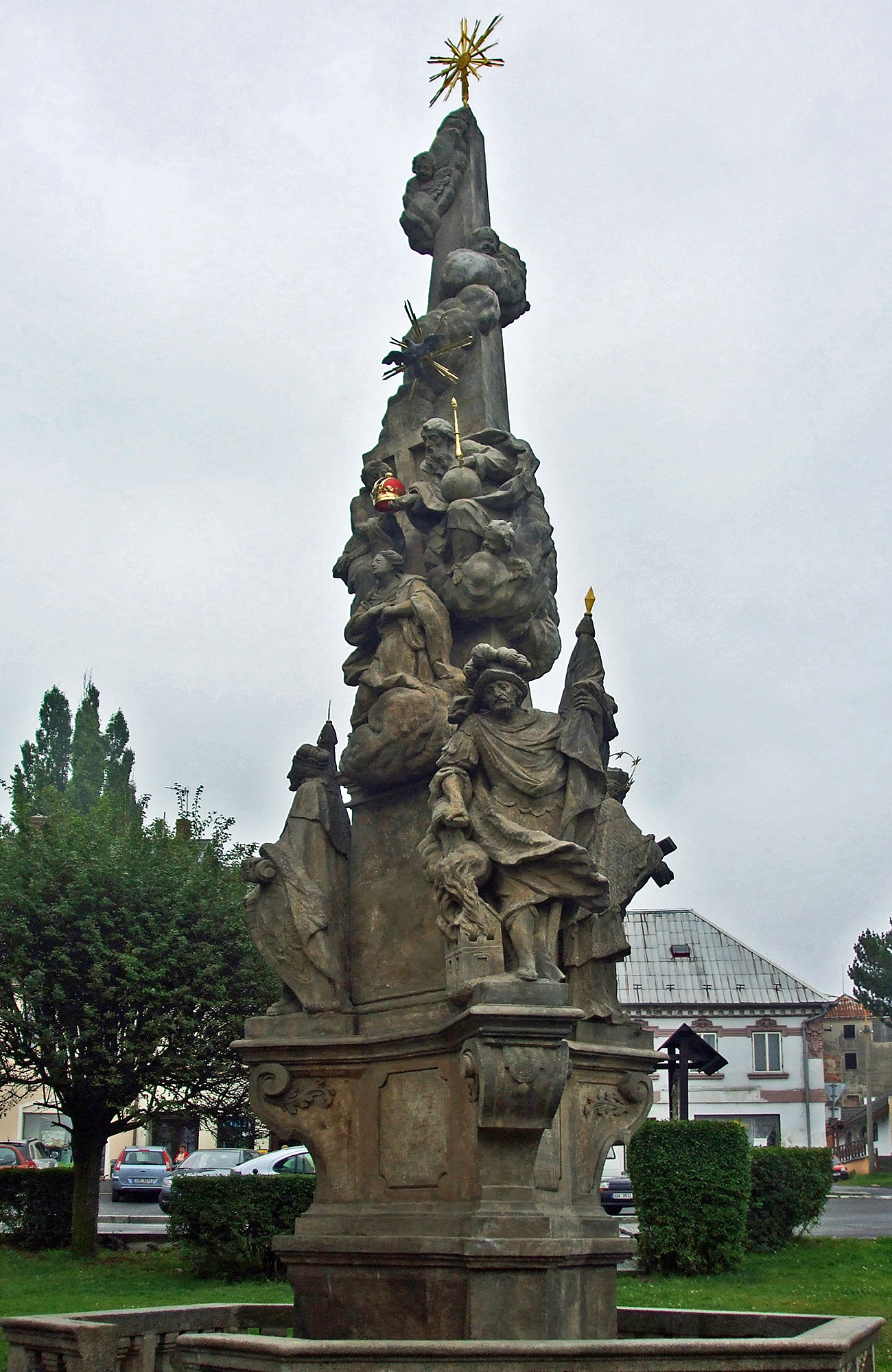
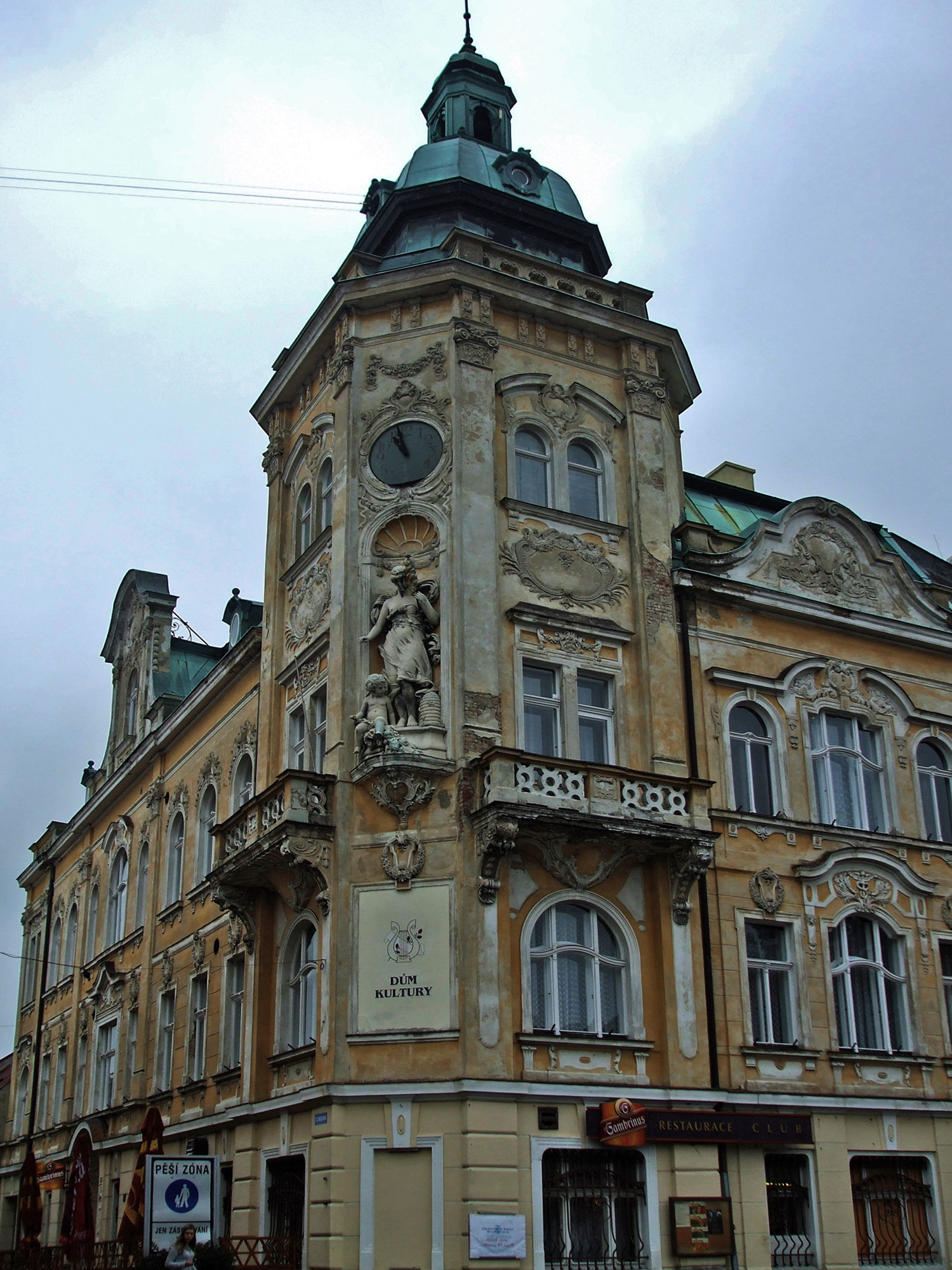
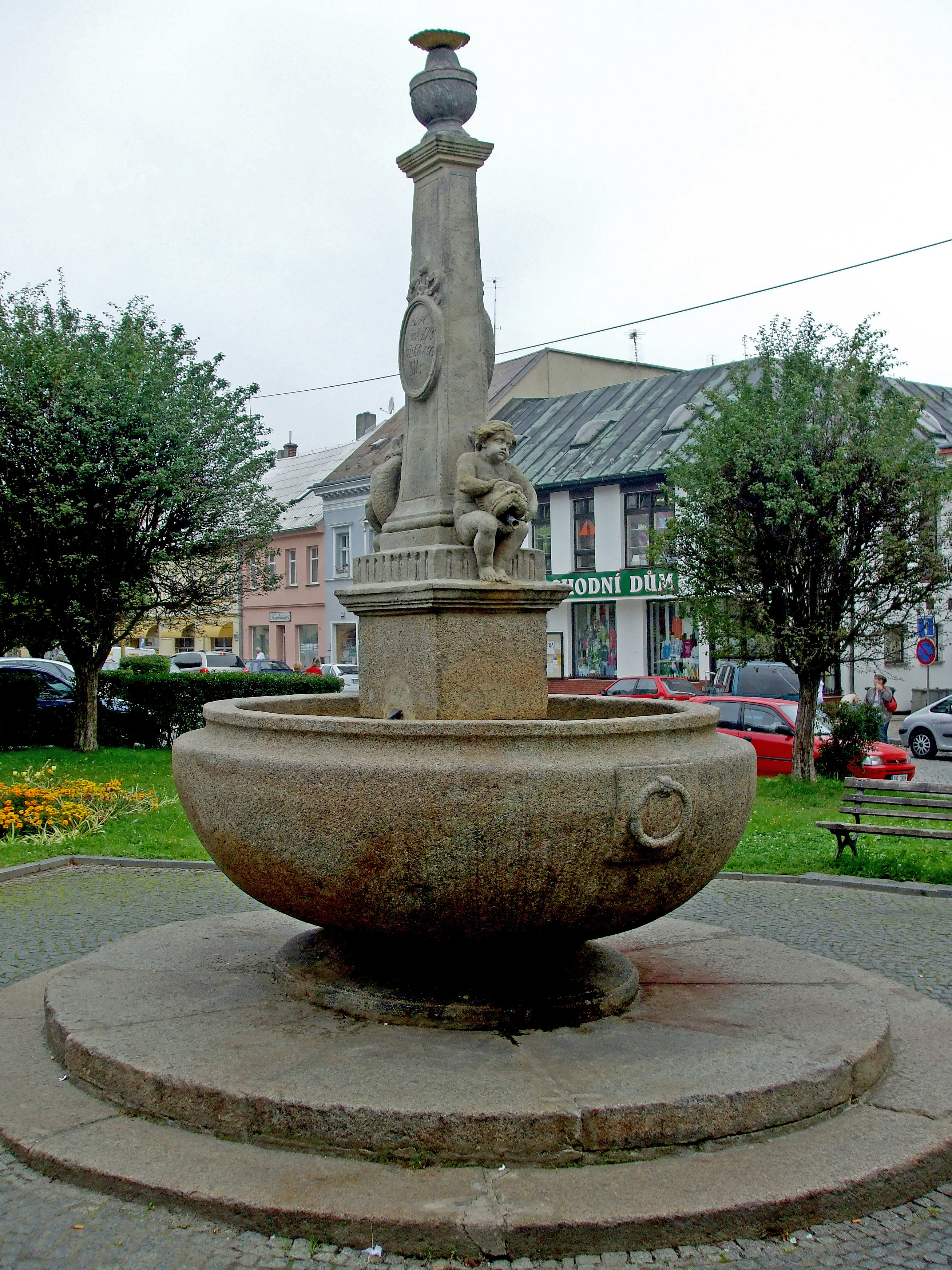
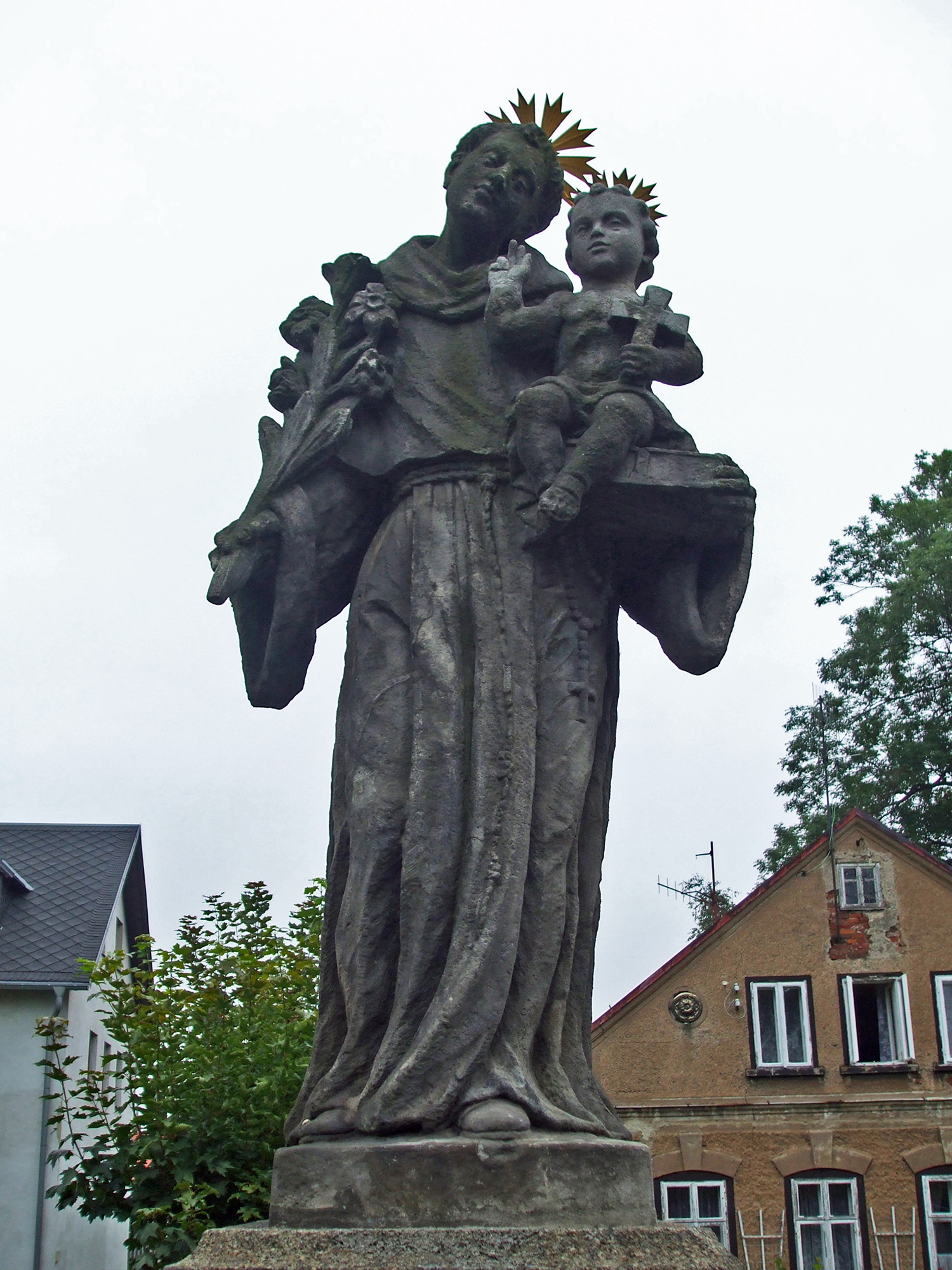
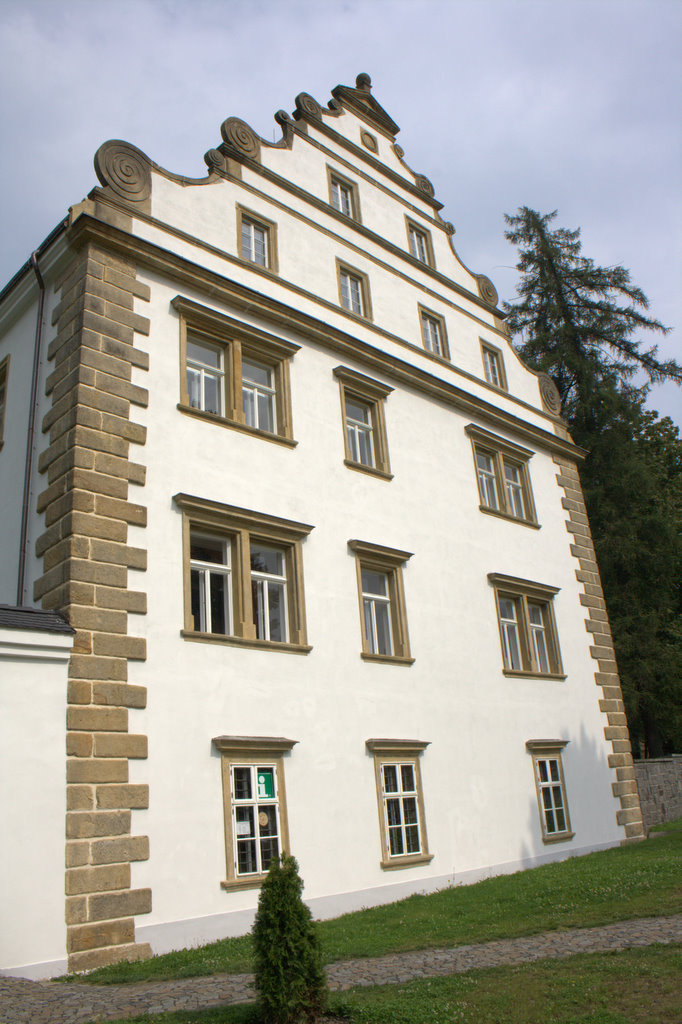

| Год  | Численность | Численность |
| ---- | ----------- | ----------- |
| 1869 | 11 995      | [ 6 ]       |
| 1880 | 12 390      | [ 6 ]       |
| 1890 | 12 527      | [ 6 ]       |
| 1900 | 12 983      | [ 6 ]       |
| 1910 | 13 685      | [ 6 ]       |
| 1921 | 12 414      | [ 6 ]       |
| 1930 | 13 479      | [ 6 ]       |
| 1950 | 6428        | [ 6 ]       |
| 1961 | 6128        | [ 6 ]       |
| 1970 | 5820        | [ 6 ]       |
| 1980 | 6204        | [ 6 ]       |
| 1991 | 5568        | [ 6 ]       |
| 2001 | 5658        | [ 6 ]       |
| 2011 | 5404        | [ 6 ]       |
| 2014 | 5618        | [ 7 ]       |
| 2016 | 5614        | [ 8 ]       |
| 2017 | 5611        | [ 9 ]       |
| 2018 | 5563        | [ 10 ]      |
| 2019 | 5615        | [ 11 ]      |
| 2020 | 5653        | [ 12 ]      |
| 2021 | 5727        | [ 13 ]      |
| 2022 | 5721        | [ 14 ]      |
| 2023 | 5744        | [ 15 ]      |
| 2024 | 5698        | [ 4 ]       |